# 진 성공 (희진)
진 성공(晉成公, ? ~ 기원전 600년, 재위 : 기원전 606년 ~ 기원전 600년)은 중국 춘추 시대 진나라의 임금이다. 이름은 흑둔(黑臀)이다.

## 생애
진 문공의 아들이자 진 양공의 아우로 태몽에 선인이 나타나 아기 엉덩이에 검댕칠을 했다. 이에 진 문공은 아기 이름을 검은 엉덩이를 뜻하는 흑둔(黑臀)이라 지었다.
장성한 뒤 진 양공이 즉위하자 주나라에서 벼슬을 살았다. 조카 진 영공이 조천에게 시해당한 후 정경 조돈이 조천을 시켜 공자 흑둔을 모셔와 새 진후로 세우니, 이가 곧 진 성공이다. 즉위 이후 자신을 옹립한 조돈에게 정사를 모두 맡겼다.
이후 정나라 군주 정 영공(鄭靈公)이 신하인 공자 귀생과 공자 송에게 시해당하자 이를 이유로 초나라 초 장왕이 정나라를 침공하자 진 성공은 중군원수 순림보를 보내 정나라를 구원했다. 이에 감격한 정나라 새 군주 정 성공(鄭 成公)과 흑양에서 만나 동맹을 맺었다. 이후 조돈이 사망하자 극결(郤缺)을 새로 중군원수에 임명했다.
같은 해 진 성공은 초나라의 공격을 받고 초와 강화한 진(陳)을 토벌하기 위해 송, 위, 정, 조 네나라 연합군을 이끌고 진군하던 중 사망한다. 진 성공의 뒤를 이어 세자 누(獳)가 즉위하니 이가 진 경공(晋景公)이다.

## 가족 관계
- 진 문공 (아버지)
  - 진 양공 (형)
    - 진 영공 (조카)

  - 진 성공
    - 진 경공 (아들)